# Mirşid
Mirşid es una comuna ubicada en el distrito de Sălaj, Rumania.

## Superficie
Posee una superficie de 53,28 kilómetros cuadrados.

## Demografía
Hasta 2021 la población era de 2280 habitantes, con una densidad de población de 42,79 habitantes por kilómetro cuadrado.